# Deathwish Inc.
Deathwish Inc. är ett amerikanskt skivbolag, bildat 1999 av Jacob Bannon, sångare i Converge, tillsammans med Tre McCarthy. Bolaget ger ut skivor med artister inom punk- och hardcoregenren, inklusive ett antal svenska grupper. 
Sedan 2009 distribuerar Deathwish Inc. också ett stort antal andra mindre indiebolag, bland annat Closed Casket Activities, ConCult, Discos Huelga, Grave Mistake Records, Nonbeliever, React! Records, Painkiller Records, Perfect Victim Records, Six Feet Under Records, State of Mind Recordings och Vitriol Records. 

## Nuvarande artister
- AC4
- Birds in Row
- Bitter End
- Blacklisted
- Code Orange Kids
- Cold Cave
- Cold World
- Converge
- Deafheaven
- Doomriders
- Heiress
- The Hope Conspiracy
- Integrity
- Lewd Acts
- Living Eyes
- Loma Prieta
- Oathbreaker
- Narrows
- New Lows
- Punch
- Rise and Fall
- Rot In Hell
- Self Defense Family
- Starkweather
- Touché Amoré
- Victims
- Whips/Chains

## Tidigare artister
- 100 Demons
- 108
- Acid Tiger
- A Life Once Lost
- The Blinding Light
- Boysetsfire
- Breather Resist
- Carpathian
- The Carrier
- Ceremony
- Coliseum
- Cursed
- Damage
- The Dedication
- Embrace Today
- Extreme Noise Terror
- First Blood
- Give Up the Ghost
- The Great Deceiver
- Hellchild
- Holyghost
- Horror Show
- I Hate You
- Irons
- Jacob Bannon
- Jesuseater
- Life Long Tragedy
- Killing The Dream
- Knives Out
- Modern Life Is War
- The Power and The Glory
- The Promise
- Pulling Teeth
- Razor Crusade
- Reach the Sky
- Reign Supreme
- Ringworm
- Shipwreck A.D.
- So Be It
- Some Girls
- The Suicide File
- Terror
- Trap Them
- United Nations